# Maarten Bon

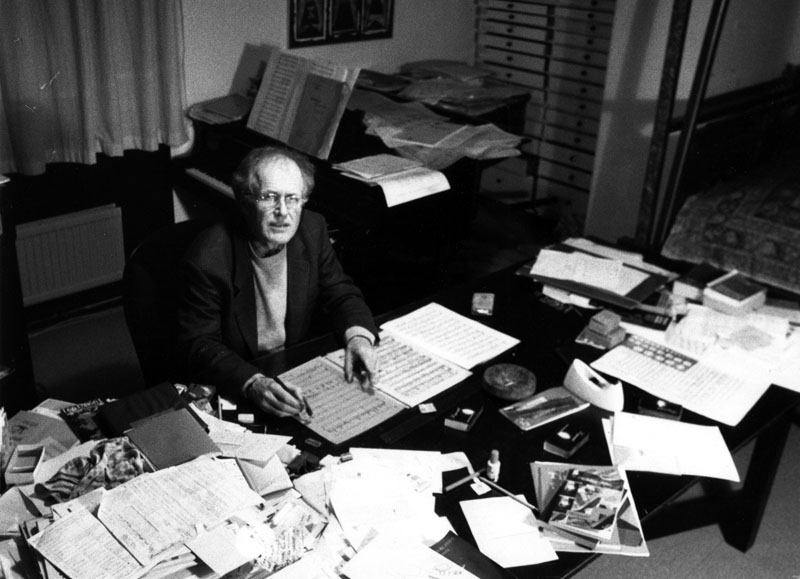
Pianist Maarten Bon

Maarten Bon (Amsterdam, 20 augustus 1933 -  aldaar, 19 oktober 2003) was een Nederlandse pianist en componist. 
Bon stamde uit een muzikale familie. Zijn ouders speelden allebei als amateur piano. Zijn vader was de biochemicus, filmer en kunstenaar Willem Bon. Zijn grootvader van moederskant was de componist Johannes Jacobus Raaff  (1871-1945). Deze schreef een honderdtal liederen en componeerde kamermuziek, die door Maarten beheerd werden. Zijn eerste pianolessen kreeg Maarten van hem. Maartens broer Willem Frederik Bon (1940-1983) was componist en dirigent, zijn zus Marja Bon (1948) is pianiste en zijn zus Charlotte Bon (1951) violiste. Zijn zoon Jasper Bon (1964) is pianist en fagottist. Hij woonde als kind naast de componist Rudolf Mengelberg. Maarten Bon overleed op 19 oktober 2003 en is begraven op begraafplaats Zorgvlied in Amsterdam.

## Opleiding
Maarten heeft piano gestudeerd bij Net Cornelis en Herman Sachs en kreeg op het
Muzieklyceum te Amsterdam les van Jaap Spaanderman en Theo Bruins. Tijdens zijn studie in Parijs leerde hij 'accompagnement de chant' bij de zangeres Noémie Pérugia, bij Magda Tagliaferro en Jean-Jacques Painchaud. Terug in Nederland had hij pianoles van Maria Stroo, fagotles van Anton Mühlenbaumer en Brian Pollard en vioollessen van Dick van der Veen. Les in compositie kreeg hij van Carel Porcelijn, Herman Sachs, Theo Bruins en Kees van Baaren.

## Pianist
Maarten Bon was pianist bij het Kunstmaandorkest, hij begeleidde balletklasjes, de Stichting Schoolconcert en diverse proefspelen. Korte tijd was hij leraar bijvak piano aan het Koninklijk Conservatorium in Den Haag. Hij gaf recitals in Frankrijk, Italië, Duitsland, Engeland, Spanje en de Verenigde Staten en maakte als solist en begeleider veel radio-opnames. Met
de violiste Jeannelotte Hertzberger vormde hij vanaf 1959 jarenlang een viool/
pianoduo. Tussen 1970 tot 1993 werkte hij bij het Radio Filharmonisch Orkest en de NOS als pianist/begeleider.
Samen met pianist Reinbert de Leeuw vormde hij jarenlang een vermaard pianoduo dat uitvoeringen verzorgde van o.a. Piano Phase van Steve Reich en Visions de l'Amen van Olivier Messiaen. Van dit laatste werk is ook een CD uitgebracht.
In 1976 vatte hij het plan op een bewerking te maken van het orkeststuk Le Sacre du printemps. Hoewel Igor Stravinsky testamentair had bepaald dat er geen bewerkingen van dit stuk mochten worden gemaakt, kreeg hij uiteindelijk toestemming van de erven van de componist om het stuk exclusief uit te mogen voeren. Voor dat doel formeerde hij vanaf 1981 een pianokwartet dat bestond uit zijn zus Marja Bon, Gerrit Hommerson, Ronald Brautigam en hemzelf. In 1990 formeerde hij het Amsterdams Piano Quartet waar ook Gerard Bouwhuis, Sepp Grotenhuis, Ellen Corver in zaten. In 1998 breidde hij dit ensemble uit tot Quintet met diverse andere pianisten. Dit ensemble trad op in o.a. Verenigde Staten, Canada, Japan en Europa. Ze speelden originele composities en bewerkingen.

## Componist en bewerker
Als componist bouwde Maarten Bon een bescheiden oeuvre op. Zijn ‘Whistle
for a friend’ voor fluit solo, dat hij componeerde in nauwe samenwerking met de fluitist Emile Biessen, werd tijdens een concours voor
composities voor blaasinstrumenten in 1984 in Ancona, Italië bekroond.
Als arrangeur maakte hij bewerkingen van het eerder genoemde 'Le Sacre du printemps' (1981) en 'Pétrouchka' (1997) van Igor Strawinsky, maar ook 'Fünf Orchesterstücke opus 16' (1989) van Arnold Schönberg en 'Jeux' (1991) van Claude Debussy.